# Arreau
Arreau è un comune francese di 732 abitanti (al 1º gennaio 2022) situato nel dipartimento degli Alti Pirenei nella regione dell'Occitania.

## Geografia fisica

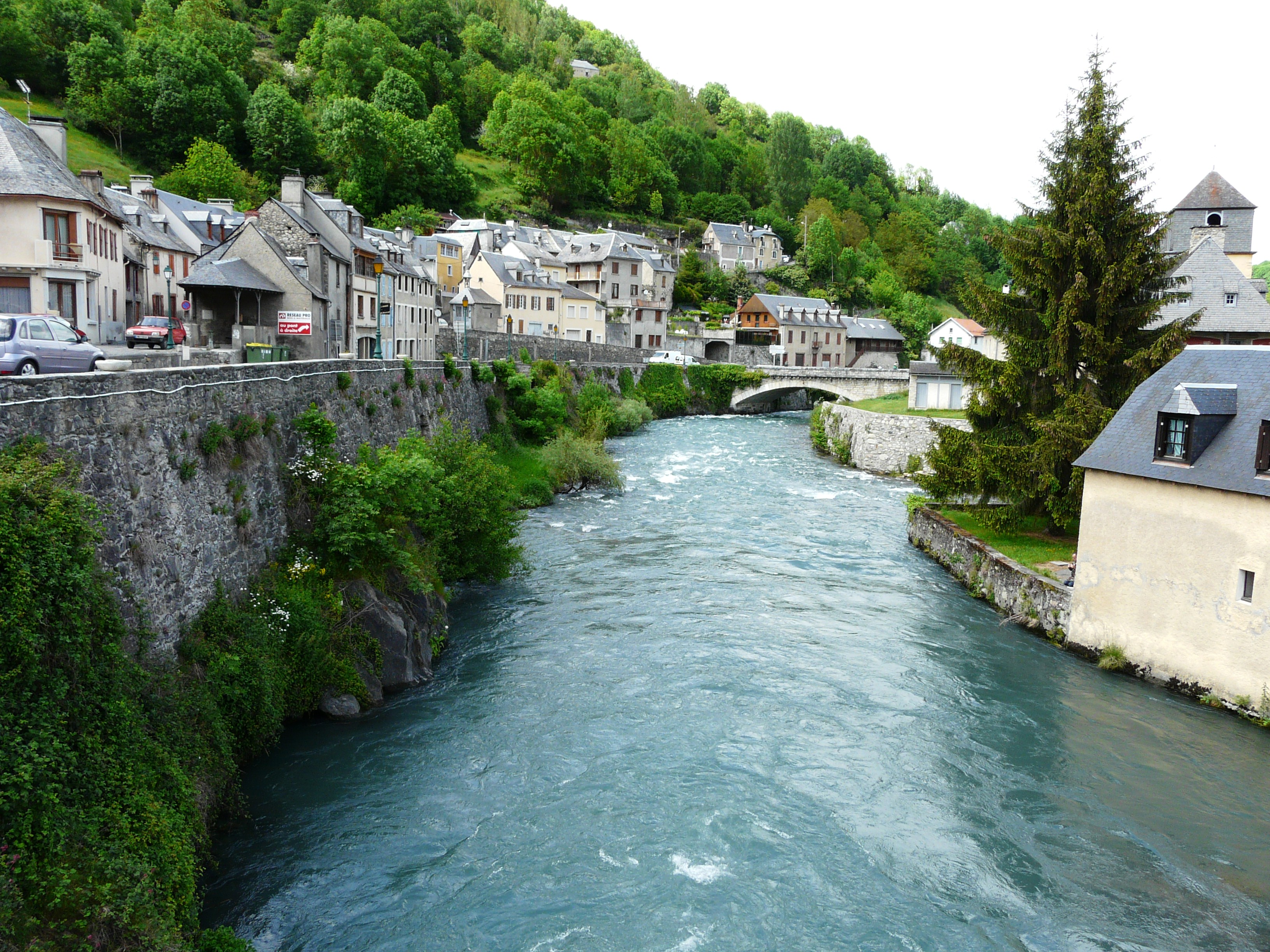
La Neste d'Aure diviene la Neste

Il comune, capoluogo dell'omonimo cantone, è sito sulla strada dipartimentale 929 (già strada nazionale n. 129) sui Pirenei, nella zona di Bigorre, dove si congiungono le valli di Aure e di Louron, a 37 km a sud-est di Bagnères-de-Bigorre.
Nel territorio di Arreau i torrenti Neste d'Aure e Neste de Lauron confluiscono formando il fiume Neste.

## Storia
Arreau è l'antica capitale delle Quatre-Vallées .
Essa si trova su un itinerario secondario del Cammino di Santiago di Compostela, quello della valle d'Aure.
Il primo treno giunse ad Arreau il 1º agosto del 1897, giorno dell'entrata in servizio della linea da Lannemezan ad Arreau, tratto elettrificato a binario unico della linea Tolosa-Bayonne della Compagnia ferroviaria del Midi e del Canale laterale alla Garonna.
Il traffico ferroviario per passeggeri è stato soppresso nel 1969, dopo di che la SNCF chiuse a tutto il traffico ferroviario il tratto fra la stazione di Sarrancolin a quella d'Arreau.
Il vecchio fabbricato viaggiatori venne abbandonato, quindi lo acquistò il Municipio, che lo rivendette ad un'azienda che v'installò i propri uffici. La via di corsa è stata smantellata a partire dal vecchio fabbricato viaggiatori fino ai confini del comune.

## Amministrazione

### Gemellaggi
- Ainsa-Sobrarbe

## Società

### Evoluzione demografica

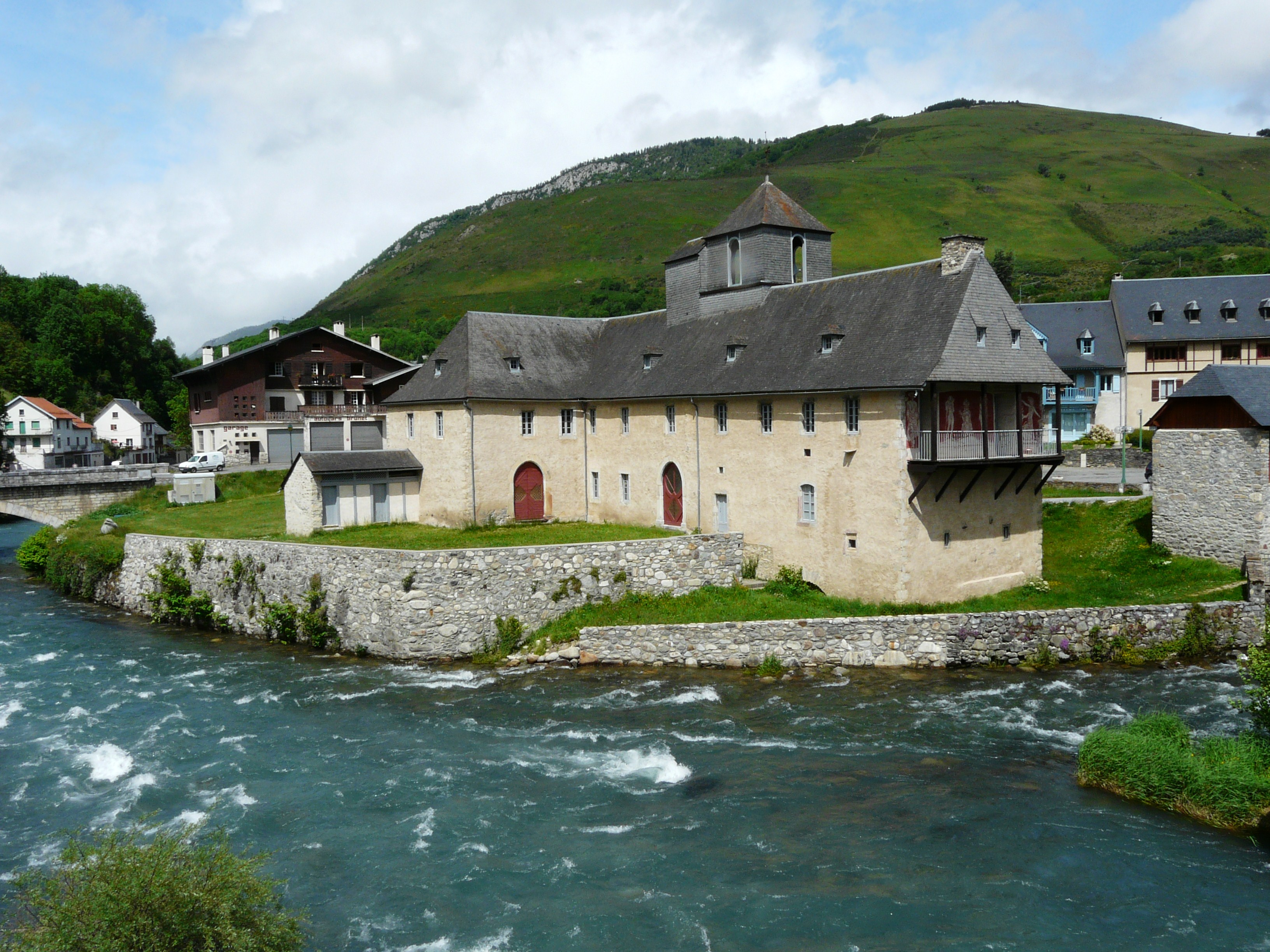
Chateau de Neste ad Arreau

Abitanti censiti